# Donald Eaton Carr
Donald Eaton Carr (17 de outubro de 1903 – setembro de 1986) foi um escritor norte-americano.
Carr descartou a ideia de reencarnação e afirmou que tudo o que acontece aconteceu um número infinito de vezes e se repetirá um número infinito de vezes no futuro.

## Publicações selecionadas
- O Sopro da Vida (Norton, 1965)[2]
- A Morte das Águas Doces (Norton, 1966)[3]
- Os sexos (Doubleday, 1970)[4]
- A festa mortal da vida (Doubleday, 1971)[5]
- Energia e a Máquina Terrestre (Norton, 1976)[6]